# Średnica (dopływ Bielskiego Potoku)
Średnica (słow. Stredničiansky potok) – potok, lewy dopływ Bielskiego Potoku. Wypływa w Zdziarze na Magurze Spiskiej, po północno-wschodniej stronie Zdziarskiej Przełęczy. Początkowo płynie Doliną Średnicy na południe, potem zmienia kierunek na południowo-wschodni i uchodzi do Bielskiego Potoku pomiędzy Wielkim Reglem i Ptasiowskimi Turniami. Poniżej Zdziarskiej Przełęczy uchodzi do niego okresowy ciek spod Zdziarskiej Przełęczy (również noszący nazwę Średnicy). Ciek ten, a potem potok Średnica aż do Bielskiego Potoku stanowią granicę pomiędzy Tatrami Bielskimi a Magurą Spiską
Obszar pomiędzy lewym brzegiem Średnicy a Drogą Wolności (znajduje się tutaj m.in. stacja wyciągów narciarskich Średnica) geograficznie należy do Magury Spiskiej, włączony jednak został do TANAP-u. Granica parku narodowego biegnie tutaj wzdłuż Drogi Wolności i na odcinku od Zdziarskiej Przełęczy do centrum Zdziaru (gdzie droga dochodzi do Bielskiego Potoku) nie pokrywa się z granicą geograficzną Tatr.

## Szlaki turystyczne
– zielony szlak od przystanku Średnica przy Drodze Wolności na krótkim odcinku pod Ptasiowskimi Turniami prowadzi wzdłuż potoku Średnica i potem Bielskiego Potoku przez Ptasiowską Rówienkę do Zdziaru. Czas przejścia do Ptasiowskiej Rówienki 45 min, ↓ 45 min, stąd do Zdziaru również 45 min, ↓ 45 min.